# Unicoi (Tennessee)
Unicoi es un pueblo ubicado en el condado de Unicoi en el estado estadounidense de Tennessee. En el Censo de 2010 tenía una población de 3.632 habitantes y una densidad poblacional de 85,44 personas por km².

## Geografía
Unicoi se encuentra ubicado en las coordenadas 36°13′18″N 82°19′44″O / 36.22167, -82.32889. Según la Oficina del Censo de los Estados Unidos, Unicoi tiene una superficie total de 42.51 km², de la cual 42.51 km² corresponden a tierra firme y (0%) 0 km² es agua.

## Demografía
Según el censo de 2010, había 3.632 personas residiendo en Unicoi. La densidad de población era de 85,44 hab./km². De los 3.632 habitantes, Unicoi estaba compuesto por el 95.1% blancos, el 0.39% eran afroamericanos, el 0.25% eran amerindios, el 0.41% eran asiáticos, el 0.06% eran isleños del Pacífico, el 2.62% eran de otras razas y el 1.18% pertenecían a dos o más razas. Del total de la población el 4.57% eran hispanos o latinos de cualquier raza.